# Тайгонос (півострів)
61°25′04″ пн. ш. 160°53′11″ сх. д. / 61.417777777778° пн. ш. 160.88638888889° сх. д.
Тайгоно́с (рос. Тайгонос; від слова тайга, оскільки був вкритий низькорослим хвойним лісом) — півострів на північному сході Азії у межах Північно-Евенського району Магаданської області та Пенжинського району Камчатського краю Російської Федерації. Знаходиться в північній частині затоки Шеліхова Охотського моря і однойменним мисом (60°34′40.62″ пн. ш. 160°9′11.34″ сх. д. / 60.5779500° пн. ш. 160.1531500° сх. д.) розділяє Гіжигінську губу на заході і Пенжинську губу на сході. У південній частині півострова розташовані однойменні бухта та річка.
Витягнутий майже на 200 км у південно-західному напрямку. Майже весь зайнятий низькими горами, серед яких виділяється Тайнинотський хребет (найвища відмітка — 1483 м). Рослинність гірської арктичної тундри.